# شاگلوک (آلاسکا)
شاگلوک (به انگلیسی: Shageluk) شهری در ناحیه سرشماری یوکان-کویوکوک، آلاسکا ایالت آلاسکا است که جمعیت آن در سرشماری سال ۲۰۰۰ میلادی ۱۲۹ نفر بوده‌است.